# Жарлы (сельский округ Нуркена)
Жарлы (каз. Жарлы) — село в Каркаралинском районе Карагандинской области Казахстана. Административный центр сельского округа Нуркена. Находится на реке Жарлы примерно в 32 км к юго-западу от районного центра, города Каркаралинска. Код КАТО — 354853100.

## Население
В 1999 году население села составляло 1561 человек (795 мужчин и 766 женщин). По данным переписи 2009 года, в селе проживало 1407 человек (707 мужчин и 700 женщин).